# Фонд Андрея Рылькова
Фонд Андрея Рылькова (ФАР, полное наименование «Фонд содействия защите здоровья и социальной справедливости имени Андрея Рылькова») — российская некоммерческая благотворительная организация. Занимается вопросами гуманизации наркополитики и снижения вреда от употребления наркотиков.

## История
Фонд был создан в июне 2009 года как продолжение активисткой деятельности движения «Всероссийская сеть снижения вреда». Способствует развитию наркополитики, основанной на гуманности, терпимости, защите здоровья, достоинства и прав человека. Фонд назван в честь активиста в области наркополитики Андрея Рылькова (был известен под прозвищем «Ирокез»). Рыльков умер в 2007 году из-за последствий наркотической зависимости.
Работа фонда строится на принципах горизонтального управления и развития проектов на основе инициатив людей, употребляющих наркотики, активистов и профессионалов в области общественного здравоохранения и защиты прав человека.
Основателями и руководителями фонда являются активисты Анна Саранг и Александр Дельфинов. C 29 июня 2016 года фонд признан в России «иностранным агентом».

## Деятельность
По заявлению фонда, основные направления его деятельности следующие:
1. Популяризация гуманной наркополитики в России.
2. Защита прав людей, употребляющих наркотики[6].
3. Предоставление сервиса людям, употребляющим наркотики, направленного на защиту их здоровья и прав (программа Снижение вреда — Москва).
4. Развитие потенциала представителей сообщества людей, употребляющих наркотики.
5. Информационно-просветительская деятельность.

Фонд распространяет среди наркопотребителей чистые шприцы, средства гигиены, презервативы, ограниченное число медицинских средств — заживляющие мази, витамины, налоксон, а также проводит социальную работу: консультации, психологическая поддержка, распространение брошюр с информацией.
Фондом издавались фэнзины «Мозг» и «Баян и Шляпа» (отсылка к сленговым названиям шприца и поршня шприца, соответственно). При участии Фонда проводятся выставки современного искусства, публичные мероприятия, профессиональные и культурные круглые столы и другие, например, «МедиаУдар» или аукцион «Выручай».

## Оценки деятельности
Фонд является одним из немногих в России, занимающихся проблемой наркопотребления и реализующий концепцию снижения вреда. При этом является самым заметным и известным из подобных организаций в России.
В 2019 году фонд получил Международную премию имени Роллстона от Международной ассоциации за снижение вреда.
Деятельность Фонда неоднократно подвергалась критике со стороны представителей власти.